# Blaveta-2 (Campos)
Blaveta-2 (Campos) es un cultivar de higuera de tipo higo común Ficus carica, unífera (con una sola cosecha por temporada, los higos de otoño), con higos de epidermis de color de fondo marrón azulado con sobre color verde marronáceo. Se cultiva en la colección de higueras de Montserrat Pons i Boscana, en el municipio español de Llucmajor, Islas Baleares.

## Sinonimia
- „Verdaleta“ en San Lorenzo del Cardezar,[4][6][7]

## Historia
Actualmente la cultiva en su colección de higueras baleares Montserrat Pons i Boscana, rescatada de un ejemplar o higuera madre localizada en el término de San Lorenzo del Cardezar. El esqueje fue proporcionado por Pedro Santandreu i Ferrer, gran entendido en todo lo referente al ámbito agrícola de San Lorenzo.
La variedad 'Blaveta-2 (Campos)' se cultivaba en algunos lugares de la isla de Mallorca, era conocida y cultivada en Campos, pero llegó a desaparecer de los cultivos de Campos y sus alrededores. Debe su nombre al color azulado de la piel (Blava:Azul, en catalán), sobre todo al final de la maduración.

## Características
La higuera 'Blaveta-2 (Campos)' es una variedad unífera de tipo higo común. Árbol de vigorosidad mediana, buen porte con desarrollo mediano, copa roma, densa de ramaje esparcido y follaje regular, con emisión de rebrotes nula. Sus hojas son de 3 lóbulos (50 a 60%), de 5 lóbulos (30 a 20%) y de 1 lóbulo (10%). Sus hojas con dientes presentes márgenes serrados, con un ángulo peciolar obtuso. 'Blaveta-2 (Campos)' tiene mucho desprendimiento de higos, un rendimiento productivo medio-alto y periodo de cosecha corto. La yema apical cónica de color verde amarillento.
Los frutos de la higuera 'Blaveta-2 (Campos)' son higos de un tamaño de longitud x anchura:38 x 38mm, con forma esférica, que presentan unos frutos medianos, simétricos de forma, uniformes de dimensiones que no presentan frutos aparejados ni tienen formaciones anormales, de unos 27,930 gramos en promedio, de epidermis con consistencia mediana, grosor de la piel delgado fino, con color de fondo marrón azulado con sobre color verde marronáceo. Ostiolo de 2 a 3 mm con escamas medianas rosadas. Pedúnculo de 0 a 1 mm cilíndrico verde claro. Grietas longitudinales gruesas escasas. Costillas muy marcadas. Con un ºBrix (grado de azúcar) de 23 dulce jugoso, con color de la pulpa rojo oscuro. Con cavidad interna ausente, con aquenios pequeños en gran cantidad y sabrosos. Los frutos maduran durante un periodo de cosecha corto, de un inicio de maduración de los higos sobre el 4 de septiembre al 12 de octubre. Rendimiento productivo medio y periodo de cosecha corto.
Se usa como higos frescos en alimentación humana y frescos y secos en alimentación de ganado porcino y ovino. De fácil abscisión de pedúnculo y facilidad de pelado. Bastante resistentes a las lluvias y a la apertura del ostiolo. Susceptibles al desprendimiento.

## Cultivo
'Blaveta-2 (Campos)', se utiliza como higos frescos en alimentación humana y frescos y secos en alimentación de ganado porcino y ovino. Se está tratando de recuperar de ejemplares cultivados en la colección de higueras baleares de Montserrat Pons i Boscana en Llucmajor.